# Брожко Володимир Сергійович
Володи́мир Сергі́йович Брожко — солдат Збройних сил України.

## Життєпис
Понад 8 років займався футболом у київській дитячо-юнацькій спортивній школі.
Розвідник, 8-й окремий полк спеціального призначення. Навіть під час ротацій приходив в київську спортивну школу пограти у футбол.
7 липня 2015-го військовики контролювали ділянку вздовж річки Сіверський Донець з метою недопущення спроб незаконного переправлення вантажів. Близько полудня поблизу села Лопаскине Новоайдарського району — неподалік міста Щастя, військовий «КамАЗ» обстріляли терористи з автоматів і гранатометів. Під час перестрілки Володимир загинув, троє військовиків зазнали поранень.
Без Володимира лишились мама, сестра, бабуся.
10 липня 2015-го похований в місті Київ, Совське кладовище.

## Нагороди та вшанування
23 вересня 2015 року — за особисту мужність і героїзм, виявлені у захисті державного суверенітету та територіальної цілісності України, вірність військовій присязі під час російсько-української війни, відзначений — нагороджений орденом За мужність III ступеня (посмертно).
У жовтні 2016-го в Голосієвому відкрито меморіальну дошку Володимиру Брожку.
З 2018 року в Києві існує вулиця Володимира Брожка.